# Nils Ušakovs

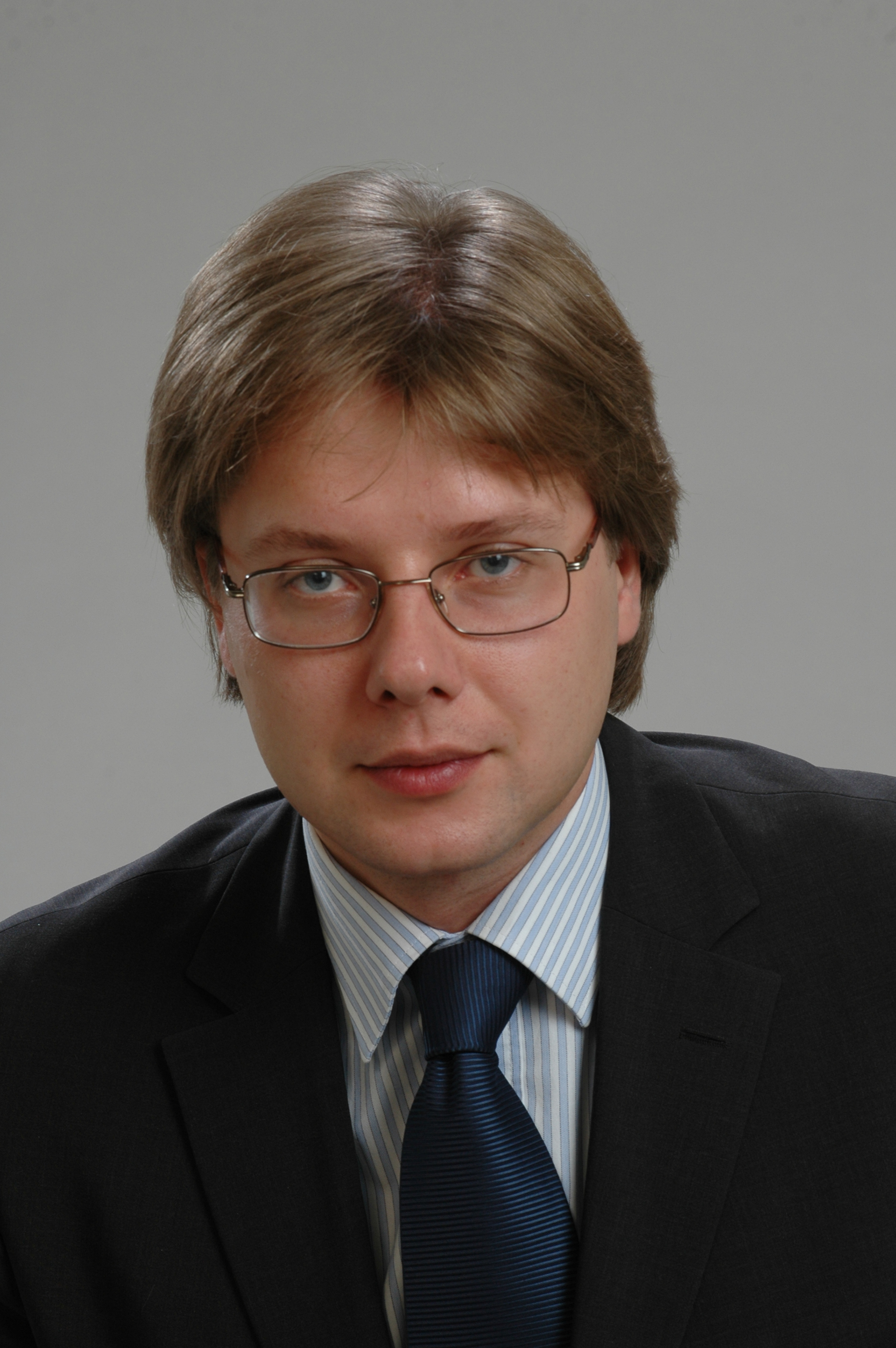
Ušakovs em 2004

Nils Ušakovs (em russo:  Нил Валерьевич Ушаков, Nil Valeryevich Ushakov) (8 de junho de 1976) é um político russo-letão, ex-prefeito de Riga e ex-jornalista. Ele foi o presidente do conselho da aliança partidária de esquerda Centro Harmónico (2005–2014) e posteriormente presidente do conselho do Partido Social Democrata "Harmonia" (2014–2019). Em 2009, Ušakovs foi eleito prefeito de Riga, tornando-se o primeiro prefeito riguense de ascendência russa desde a restauração da soberania da Letónia em 1991.